# マテウス・ウリベ
アンドレス・マテウス・ウリベ・ビジャ（Andrés Mateus Uribe Villa、1991年3月21日 - ）は、コロンビア・メデジン出身のプロサッカー選手。コロンビア代表。カタール・スターズリーグ、アル・サッド所属。ポジションはMF。

## クラブ経歴

### キャリア初期
コロンビアのメデジンで生まれたウリベは、エンビガドFCのユースチームに加わったが、トップチームでの出場機会は限られていたため、アンティオキア県の地域リーグで1年間プレーした後、アルゼンチンサッカー3部リーグのデポルティーボ・エスパニョールでプロ初試合を経験して、そこで4試合で2得点を挙げた。コロンビアに帰国後は、エンビガドFC、デポルテス・トリマ、アトレティコ・ナシオナルのレギュラー選手としてプレーした。

### アメリカ
2017年8月1日、ウリベはメキシコのリーガMXのクラブ・アメリカに加入した。 加入初年度には、クラウスーラ（後期リーグ戦）で通算14ゴールを挙げる活躍をし、2018年のクラウスーラ・ベストイレブンに選出された。

### ポルト

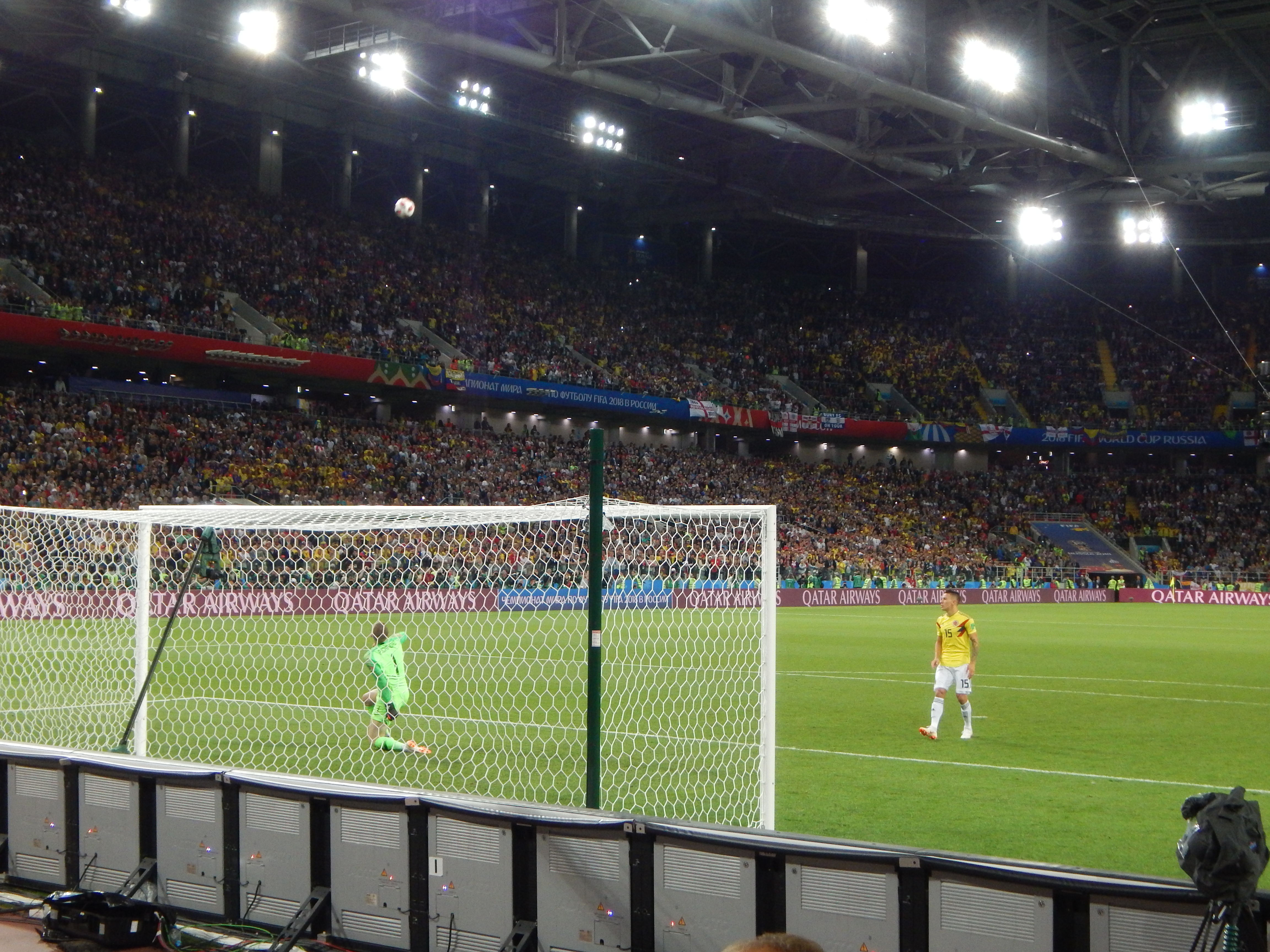
PK戦でウリベのシュートがクロスバーに当たった直後のシーン

2019年8月5日、FCポルトと4年契約を締結した。加入から9日後、ホームスタジアムで行われたUEFA CL予選のFCクラスノダール戦2ndレグで、負傷したセルジオ・オリヴェイラに代わって途中出場しポルトでのデビューを果たした。
11月、チームメイトのルイス・ディアス、アグスティン・マルチェシン、レンソ・サラビアとともに、ウリベの妻の誕生日パーティーを夜明けまで行ったとして、ボアヴィスタFCとのダービーゲームは出場停止処分となった。
シーズン最終日の2020年7月25日、SCブラガ戦でポルトでの初ゴールを決めたものの、試合は1-2で逆転負けした。翌年の2月10日、同じくブラガとのタッサ・デ・ポルトガル準決勝では、ダヴィド・カルモがルイス・ディアスのプレーによって救急車で運ばれる事態となった。VARの結果、ディアスのプレーは意図的ではなかったと認められたものの、ディアスはレッドカードを提示され退場となった。この中断による15分間のアディショナルタイムの際、アンドレ・オルタとの一騎打ちの後、カッとなったウリベは近くのリカルド・エスガイオに頭突きし、その場で退場処分となった

### アル・サッド
2023年6月5日、ウリベはQSLのアル・サッドと3年契約を結んだ。

## 代表経歴
2017年1月25日、リオデジャネイロで行われたブラジル戦でコロンビア代表デビューを果たした。
2018年6月4日、ウリベは2018 FIFAワールドカップの最終メンバー23人に選ばれた。 大会では4試合のうち3試合に出場し、セネガル戦では先発出場した。 ラウンド16のイングランド戦では、既にイエローカードをもらっていたカルロス・サンチェスに代わって79分から出場。後半終了間際にウリベのシュートからコーナーキックを獲得すると、ジェリー・ミナが値千金の同点ゴールを決めた。その後、延長戦でも勝敗は決まらずPK戦に突入。ウリベは4人目のキッカーを務めたが、シュートはクロスバーを直撃。5人目のカルロス・バッカも決められなかったため、コロンビアは準々決勝進出を逃した。
2019年6月9日、ブラジルで開催されるコパ・アメリカに先立って行われたペルーとの親善試合では、自身の代表初ゴールを含む2ゴールを挙げた。

## 代表歴

### 出場大会
- コロンビア代表
  - 2018 FIFAワールドカップ

### 試合数
2024年1月1日現在
- 国際Aマッチ 53試合 6得点（2017年-）[16]

| コロンビア代表 | 国際Aマッチ | 国際Aマッチ |
| 年             | 出場        | 得点        |
| -------------- | ----------- | ----------- |
| 2017           | 5           | 0           |
| 2018           | 10          | 0           |
| 2019           | 11          | 3           |
| 2020           | 2           | 0           |
| 2021           | 11          | 1           |
| 2022           | 4           | 1           |
| 2023           | 10          | 1           |
| 2024           |             |             |
| 通算           | 53          | 6           |

### 得点
2023年6月7日現在
| #  | 開催日         | 開催地                     | 対戦国     | スコア | 結果 | 試合概要              |
| -- | -------------- | -------------------------- | ---------- | ------ | ---- | --------------------- |
| 1. | 2019年6月9日   | ペルー・リマ               | ペルー     | 1–0    | 3-0  | 親善試合              |
| 2. | 2019年6月9日   | ペルー・リマ               | ペルー     | 2–0    | 3-0  | 親善試合              |
| 3. | 2019年11月19日 | アメリカ合衆国・ハドソン   | エクアドル | 1–0    | 1-0  | 親善試合              |
| 4. | 2021年6月3日   | ペルー・リマ               | ペルー     | 2-0    | 3-0  | カタールW杯・南米予選 |
| 5. | 2022年3月24日  | コロンビア・バランキージャ | ボリビア   | 3-0    | 3-0  | カタールW杯・南米予選 |

## タイトル
アトレティコ・ナシオナル
- カテゴリア・プリメーラA: 2017
- コパ・コロンビア: 2016
- コパ・リベルタドーレス: 2016
- レコパ・スダメリカーナ: 2017

FCポルト
- プリメイラ・リーガ: 2019-20
- タッサ・デ・ポルトガル: 2019-20
- スーペルタッサ・カンディド・デ・オリベイラ: 2020

個人
- CONCACAFチャンピオンズリーグベストイレブン: 2018[17]
- リーガMXベストイレブン: 2017-18クラウスーラ